# Juegos Asiáticos de Invierno de 1986
Los I Juegos Asiáticos de Invierno se celebraron en Sapporo (Japón), del 1 de marzo al 8 de marzo de 1986, bajo la denominación Sapporo 1986.

Participaron un total de 430 deportistas representantes de 7 países miembros del Consejo Olímpico de Asia. El total de competiciones fue de 35 repartidas en 7 deportes.

## Medallero
La tabla final de medallas de los juegos fueron:
| Núm.  | País            | Oro | Plata | Bronce | Total | Orden por Total |
| ----- | --------------- | --- | ----- | ------ | ----- | --------------- |
| 1     | Japón           | 29  | 23    | 6      | 58    | 1               |
| 2     | China           | 4   | 5     | 12     | 21    | 2               |
| 3     | Corea del Sur   | 1   | 5     | 12     | 18    | 3               |
| 4     | Corea del Norte | 1   | 2     | 5      | 8     | 4               |
| TOTAL | TOTAL           | 35  | 35    | 35     | 105   |                 |

| Predecesor: No Tiene | I Juegos Asiáticos de Invierno 1986 | Sucesor: Sapporo 1990 |